# Enrique Líster

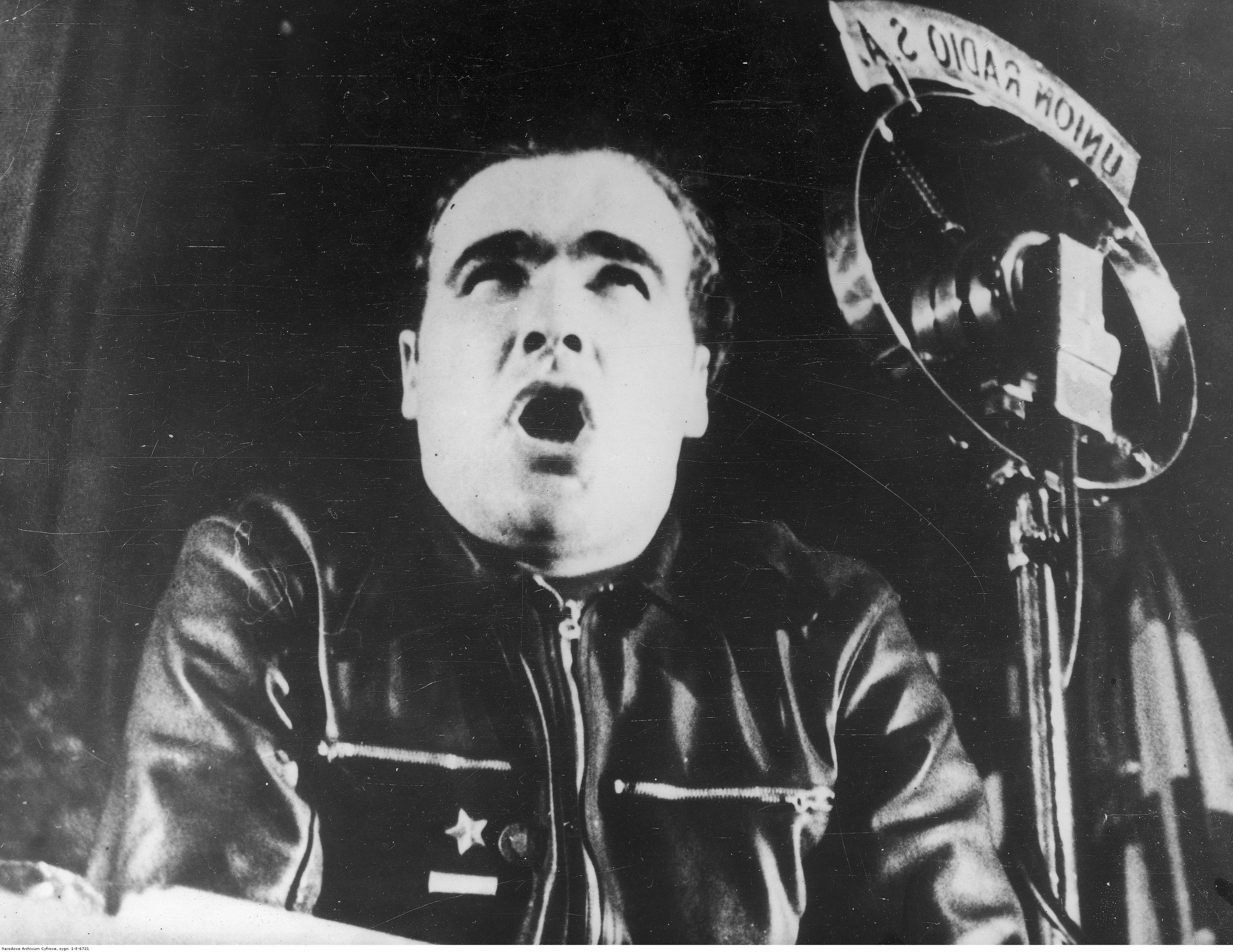
Enrique Líster (ca. 1937)

Enrique Líster Forján, eigentlich Jesús Liste Forján (* 21. April 1907 in Ameneiro (Provinz La Coruña); † 8. Dezember 1994 in Madrid) war ein spanischer Politiker (PCE, PCOE) und bedeutsamer militärischer Führer der spanischen Republik während des Spanischen Bürgerkrieges.

## Leben

### Jugend
Enrique Líster wurde als dritter von fünf Söhnen eines Steinmetzen und einer Bäuerin in dem Dorf Calo, etwa 7 km von Santiago de Compostela entfernt, geboren. Mit elf Jahren reiste er mit seinem Vater nach Kuba, wo dieser und zwei der Brüder von Enrique Líster als Arbeitsemigranten lebten. Nach verschiedenen vergeblichen Versuchen seines Vaters, ihn als Kaufmann ausbilden zu lassen, wurde Líster wie sein Vater Steinmetz. 1921 trat er als Vierzehnjähriger in die Abendschule des Centro Gallego (Galicisches Zentrum) in Havanna ein um Lesen und Schreiben zu lernen. 1924 bekam er Arbeit am Centro Asturiano in Havanna und wurde Gewerkschaftsdelegierter der Baustelle. 1925 kehrte er nach Spanien zurück und nahm in Galicien aktiv an der Gewerkschaftsbewegung und an Aufstandsbewegungen gegen die Militärdiktatur Miguel Primo de Riveras teil. Anfang 1927 reiste er erneut nach Kuba und arbeitete in Havanna bei der Errichtung des Kapitols mit. Mitte des Jahres musste er als aktiver Gewerkschafter und Kommunist vor der Machado-Diktatur fliehen. Da es ihm nicht gelang in New York wie geplant das Schiff zu verlassen, musste er die Reise bis La Coruña fortsetzen, wo er nach wenigen Tagen verhaftet wurde und die Zeit bis zur Ausrufung der Republik am 4. Mai 1930 im Gefängnis verbrachte. Noch im Gefängnis wurde Enrique Líster wie seine Brüder Mitglied der Kommunistischen Partei Spaniens (span. Partido Comunista de España, abgekürzt PCE).

### Aufenthalt in der UdSSR
1932 ging Líster im Auftrag der PCE erst nach Madrid, verbrachte den Juli und August in Paris, blieb zwei Wochen in Berlin und wurde dann für drei Jahre in die UdSSR geschickt, wo er an der Lenin-Schule der Komintern in Moskau und an der Frunse-Akademie eine politische und militärische Ausbildung erhielt.
In dieser Zeit nahm er auch als Steinmetz an dem Bau der ersten Moskauer Metro teil.

### Zweite Republik
1935 kehrte Líster illegal nach Spanien zurück und wurde in Anbetracht des drohenden Militärputsches von Teilen der Armee Mitglied der Militärkommission der Kommunistischen Partei. Zusammen mit Juan Modesto und Juan Fernández leitete er die Antifaschistischen Arbeiter- und Bauernmilizen (MAOC – Milicias Antifascistas Obreras y Campesinas), die man als militärischen Arm der PCE bezeichnen kann.
Zur Vorbereitung eines Militärputsches wurde unter Beteiligung von General Mola, Queipo de Llano, Sanjurjo und Goded die Spanische Militärunion (UME – Unión Militar Espanola) als ein Geheimbund von antirepublikanischen Offizieren gegründet.
In der 1934 gegründeten Antifaschistischen Militär-Union (UMA – Unión Militar Antifascista, später UMRA – Unión Militar Repúblicana y Antifascista) war es Lísters Aufgabe die Putschpläne der UME durch Aufklärung unter den Soldaten und Offizieren in den Madrider Kasernen zu unterbinden und dafür zu sorgen, dass die Soldaten nicht gegen die Republik in Marsch gesetzt werden konnten. Tatsächlich gelang es den Putschisten nicht, die Militärformationen in und um Madrid auf ihre Seite zu ziehen.

### Spanischer Bürgerkrieg
In der Anfangsphase des Spanischen Bürgerkriegs war Líster am Aufbau des bekannten Fünften Regimentes beteiligt (politische Zusammensetzung: 50 % Kommunisten, 25 % Sozialisten, 15 % Republikaner, 10 % Parteilose – Soziale Zusammensetzung: 50 % Bauern, 40 % Arbeiter, 10 % Angestellte). In einem von der Miliz besetzen Kloster in der Francos-Rodriguez-Straße in Madrid wurde ein Rekrutierungszentrum und eine Militärschule eingerichtet. In den ersten fünf Monaten des Bürgerkrieges wurden fast 70.000 Milizionäre ausgebildet und an die Front geschickt.
Bereits zu Beginn des Spanischen Bürgerkrieges, im Juli 1936, erfolgte die Formation des Fünften Regimentes. Die aus kommunistischen Milizeinheiten formierten fünf Sparten wurden zum Namensgeber des Fünften Regiments. Kommandeur einer dieser Sparten wurde Enrique Líster. In der Sparte die Líster kommandierte waren das Marinos-de-Kronstad-Bataillon, das Leningrado-Bataillon, das Comuna-de-Madrid-Bataillon und das internationale Commune-de-Paris-Bataillon eingruppiert.
Nach der Eingliederung der Freiwilligen-Einheiten in das Militär und der Schaffung einer Volksarmee (EPR – Ejercito Popular de la República Española) bekam Líster aufgrund seiner Verdienste in den Kämpfen um Madrid das Kommando über die 1. Gemischte Brigade der spanischen Volksarmee und erreichte bis zum Ende des Bürgerkriegs den höchsten militärischen Rang, der für Milizionäre möglich war: Major. Später übernahm er die 11. Division und es gelang ihm in den Kämpfen um Guadalajara (März 1937), Brunete (Juli 1937), Quinto (August 1937) und Teruel (Dezember 1937-Februar 1938) die Division zu einer der angesehensten der Republikanischen Armee zu formen. Durch Dekret erhielt er noch zu Ende des Bürgerkrieges den Rang eines Oberstleutnants. Der Vormarsch der faschistischen Truppen unter Franco trennte Katalonien vom übrigen republikanischen Spanien ab. Schließlich musste die im Norden operierende republikanische, den faschistischen Truppen weit unterlegene Armee sich über die Grenze nach Frankreich zurückziehen.
Am 10. Februar 1939 verließ Líster mit den letzten Truppenteilen, die den Rückzug nach Frankreich decken sollten, Spanien. Seine Einheit wurde entwaffnet und im Internierungslager Argelès-sur-Mer interniert.
Am 14. Februar 1939 flog Líster von Toulouse in Frankreich nach Madrid in das von den Putschisten noch nicht besetzte Zentralspanien. Er war dort direkt dem Ministerpräsidenten Juan Negrín unterstellt. Nach dem Militärputsch des Oberst Casado, der bis zu diesem Zeitpunkt auf Seiten der Republik stand, gelang es Líster zusammen mit anderen Militärs und Politikern der Spanischen Republik ins Ausland zu fliehen.

### Zweiter Weltkrieg und Exil
Líster ging in die Sowjetunion, besuchte dort die Militärakademie und nahm als General der Roten Armee, später der polnischen und der jugoslawischen Armee am Zweiten Weltkrieg teil.
Nach dem Zweiten Weltkrieg ging er nach Paris, um von dort aus an der Organisation des Widerstandes gegen die Franco-Diktatur mitzuwirken. Die Meinungsverschiedenheiten zwischen ihm und dem Generalsekretär der PCE, Santiago Carrillo, erreichten ihren Höhepunkt 1968 aus Anlass der Besetzung der Tschechoslowakei durch die Truppen des Warschauer Paktes. Obwohl auch Líster die Besetzung kritisierte, wurde der Abgrund zwischen ihm als Vertreter der „orthodoxen Kommunisten“ und Carrillo, dem „Eurokommunisten“ unüberbrückbar. 1973, in der Endphase der Franco-Herrschaft in Spanien, gründete Líster die Partido Comunista Obrero Español (PCOE).

### Rückkehr nach Spanien
1977 kehrte Líster aus dem Exil nach Spanien zurück. Die von ihm gegründete Partei erlebte eine schwere Wahlniederlage. Nach dem Ausschluss Santiago Carrillos 1986 aus der PCE wurde Líster wieder Mitglied der Kommunistischen Partei Spaniens, in der er bis zu seinem Tode 1994 aktiv blieb.

## Werke
- Nuestra guerra (1966) (dt. Übersetzung: Unser Krieg. Berlin 1972)
- Memorias de un luchador (1977) („Erinnerungen eines Kämpfers“)
- ¡Basta! (1970) („Schluss damit!“)
- Así destruyó Carrillo el PCE (1982) („So zerstörte Carrillo die PCE“)